# Bernd Jakubowski
Bernd Jakubowski (10 de diciembre de 1952 - 25 de julio de 2007) fue un arquero de Alemania del Este.

## Biografía
Jakubowski comenzó su carrera en  Hansa Rostock, pero se trasladó a Dinamo Dresde en 1970, donde pasó el resto de su carrera. Inicialmente fue encargado de reserva, pero finalmente se hizo cargo de la camiseta número 1, y jugó 183 partidos en DDR-Oberliga, y 31 partidos en Europa. 
Uno de sus peores momentos fue, tal vez, en una Recopa de la UEFA Cup Winners Cup, empate contra el Occidental. Dynamo fue líde en la primera mitad, pero Wolfgang Funkel le causó una lesión por lo que debió retirarse. Su reemplazo, Jens Ramme, hizo seis goles en la segunda mitad, y el Dynamo quedó fuera. 
Jakubowski ganó la medalla de plata como parte del equipo de Alemania Oriental en los Juegos Olímpicos de Verano 1980. 
Después de su retiro continuó trabajando para el Dinamo Dresde en varios puestos, incluyendo el de Director de Fútbol y Director Adjunto.